# Пивоварово (Кировская область)
Пивоварово — деревня в Малмыжском районе Кировской области в составе Ральниковского сельского поселения. 

## География
Находится в правобережной части района на расстоянии примерно 34 километра по прямой на северо-запад от районного центра города Малмыж.

## История
Была известна с 1873 года, когда здесь было учтено 24 двора и 172 жителя. В 1905 54 двора и 375 жителей, в 1926 72 и 378 соответственно. В 1950 году было 57 дворов и 199 жителей. В 1989 году учтено 85 жителей. 

## Население
Постоянное население составляло 83 человека (русские 64%) в 2002 году, 61 в 2010.